# Dresdens reisaltaar
Het Dresdens reisaltaar was een triptiek geschilderd door Jan van Eyck omstreeks 1437  in olieverf op paneel (eikenhout). Het wordt vandaag bewaard in de Gemäldegalerie Alte Meister in Dresden met als inventaris nr. Gal.-Nr. 799.  Gezien de afmetingen was deze triptiek bestemd voor privédevotie, hij werd waarschijnlijk gebruikt als huisaltaar of als reisaltaar. 

## Datering
Op de geschilderde binnenlijst vond men na de restauratie in 1959, waarbij de bruine verflaag van de lijst verwijderd werd, de tekst: “Johannes de Eyck me fecit et có[m]plevit Anno Domini MCCCC XXX VII. Als ixh xan.” (Jan van Eyck maakte en werkte me af in het jaar 1437. Als ik kan.), wat de toewijzing aan Jan van Eyck en de exacte datering mogelijk maakte.

## Toewijzing
In de achttiende eeuw werd het werk toegeschreven aan Albrecht Dürer In de negentiende eeuw ging men het werk toeschrijven aan Hubert van Eyck en het was pas na een grondige restauratie in 1846 dat het aan Jan van Eyck werd toegeschreven. Het was dan uiteindelijk bij de restauratie in 1959 dat de signatuur van Jan van Eyck bij de verwijdering van een later aangebrachte verflaag van de binnenlijst werd gevonden.

## Beschrijving
Het triptiek bevat vijf taferelen: het middenpaneel, de zijpanelen met telkens een tafereel op de binnenzijde en een tafereel in grisaille op de buitenzijde. Als de triptiek gesloten is zien we op de buitenzijde een annunciatie analoog aan de Annunciatiediptiek van het Museo Thyssen-Bornemisza in Madrid. 

### Binnenzijde
De binnenzijde van de triptiek is geplaatst in een drieschepige basiliek in romaanse stijl met gotische elementen. Elk paneel van het drieluik is gesitueerd in een van de beuken van de kerk.
Alle boorden van de panelen zijn aan de binnenzijde van de triptiek beschilderd met een bronzen kader waarin teksten lijken gegraveerd te zijn. Rond het middenpaneel vinden we teksten die de heilige maagd verheerlijken. Boven het middenpaneel zien we HEC E(ST) SPECIOSIOR SOLE + SUP(ER) O(MN)EM LUCI (COM)PA(RA)TA… (Want zij is schoner dan de zon en overtreft de hele sterrenhemel. Wijsheid 7:29) . Verder staan er nog teksten uit (Ecclesiasticus 24: 23-24).  Boven het Michaëlpaneel begint de tekst met: HIC EST ARCHANGELUS PRINCEPS MILICIA ANGELORUM … een tekst uit de gebeden in het breviarium voor het feest van de H. Michaël. Op het Catherinapaneel begint de tekst bovenaan met VIRGO PRUDENS ANELAVIT AD SEDEM SIDEREA(M) …  uit de getijdengebeden voor de heilige Catharina. In de rechterbovenhoek van het Catharinapaneel en in de linkerbovenhoek van het Michaëlpaneel is een wapenschild aangebracht. Kunsthistorici hebben getracht deze te interpreteren op hun zoektocht naar de opdrachtgever.

#### Middenpaneel
Op het middenpaneel (33,1 x 27,5 cm) zien we Maria met het Kind gezeten op een troon geplaatst onder een baldakijn. Het wandtapijt is versierd met bloemmotieven, leeuwen en eenhoorns en onttrekt het koor en de koorvensters aan het zicht, hoewel we nog een deel van de gekleurde glasramen zien. De troon is staat op een tapijt en de vloertegels van de middenbeuk doen aan een tapijt denken. Gekleurde marmerzuilen scheiden het middenschip van de zijbeuken. Boven op het kapiteel van de Korintische zuilen ligt een abacus waarop heiligenbeeldjes staan. Die beeldjes rij vormt de overgang naar de lichtbeuk die slechts zeer gedeeltelijk is afgebeeld. Maria draagt een rode mantel over een blauw kleed. Zowel de mantel als het kleed zijn afgezoomd met een band bestikt met parels en op het hoofd draagt ze een diadeem bezet met parels en in het midden een edelsteen gevat tussen vier grote parels. Het Kind is naakt en zit een witte doek die over Maria’s rechterknie is gespreid. Het kind houdt een tekstband in de hand met daarop in het Latijn: “Discite a me quia mitis et humilis corde“ (leert van mij dat ik zachtmoedig ben en nederig van hart; Mattheüs 11:28).

#### Donorvleugel
Op de linkervleugel (33,1 x 13,5 cm) zien we de aartsengel Michaël die een geknielde donor presenteert aan de Heilige Maagd. Michaël is gehuld in een prachtig harnas en draagt zijn helm op de linkerarm. Met de rechterarm klemt hij zijn speer tegen zich aan en zijn hand rust op de schouder van de donor. Die is gekleed in een donkergroene houppelande versierd met lichte pels aan de hals en de mouwranden

#### Catharinavleugel
Op de rechtervleugel van de triptiek (33,1 x 13,5 cm) zien we de gekroonde Catharina, prinses van Alexandrië en martelaar, biddend uit een boek. met haar attributen, het rad en het zwaard. Ze staat recht met het zwaard in haar linkerhand en het gebedenboek in haar rechter. Aan haar voeten ligt het gebroken martelrad. Ze draagt een blauw gewaad met daarover een wit bovenkleed versierd met zwarte stippen. Haar gewaad is onderaan afgezoomd met een witte boord uit hermelijn met zwarte stippen. Om haar hals draagt ze een gouden ketting met een hanger uit parels met in het midden een edelsteen. Door een vlak venster in de nis achter haar zien we een landschap met een burcht op de voorgrond en een berglandschap op de achtergrond.

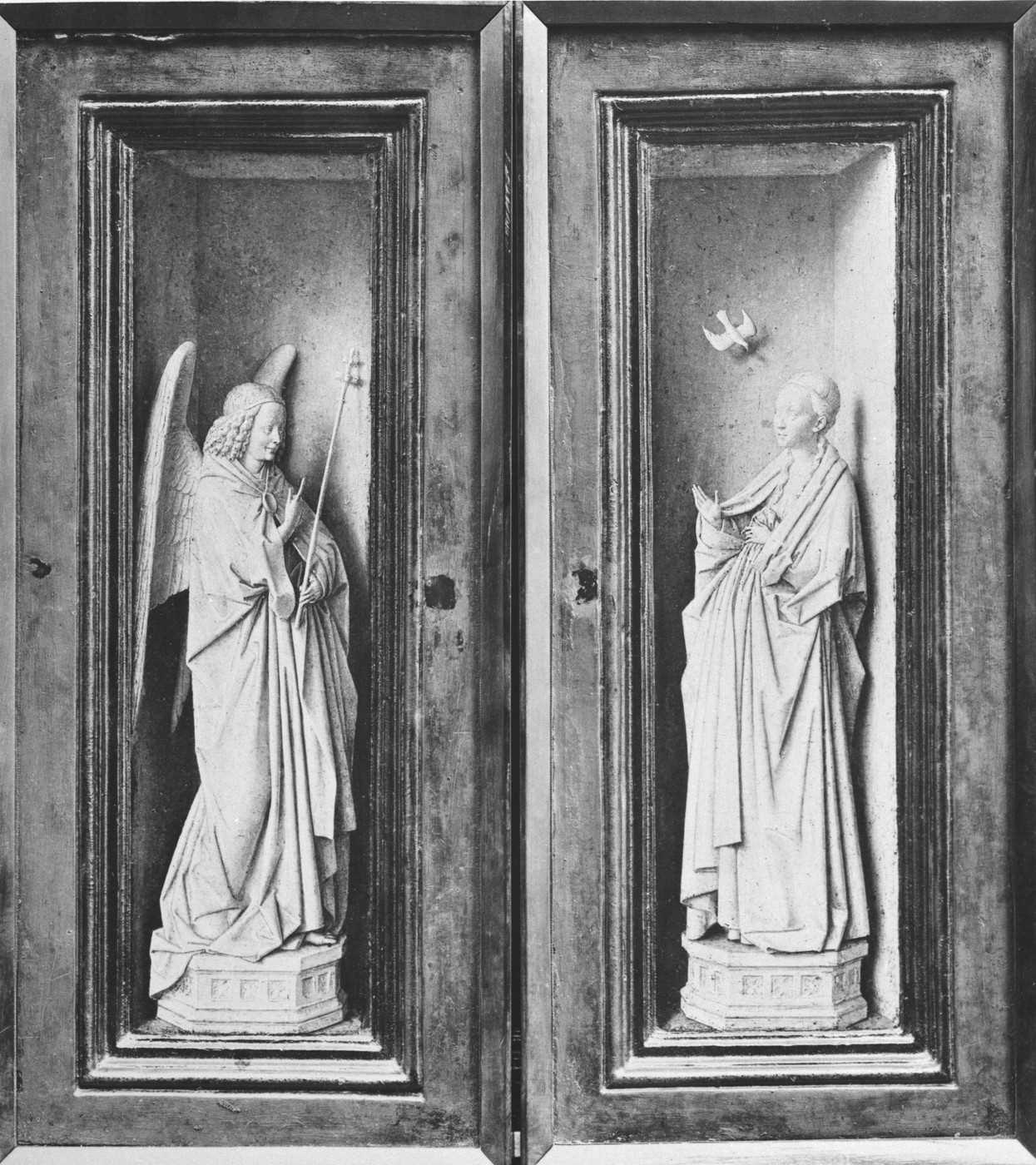
Dresdens reisaltaar, buitenzijde

### Buitenzijde
De buitenzijde die zichtbaar wordt als het drieluik gesloten is toont een annunciatie. Links zien we de aartsengel Gabriël en op het rechter paneel de Heilige Maagd, met linksboven haar de Heilige Geest in de vorm van een duif. De figuren zijn als het ware geplaatst in een stenen nis op een achthoekige stenen sokkel die versierd is met vierpasmotieven. De schaduwen die de “beelden” werpen op de rechter zijkant van de nis zijn ook weergegeven. Ze dragen beide een rijk geplooide mantel. Gabriël houdt een scepter in de linkerhand die tegen de achterwand van de nis aanleunt en met de rechterhand maakt hij een groetend gebaar dat door Maria beantwoord wordt, de beide figuren kijken mekaar aan. Door de lichtwerking op de in grisaille geschilderde figuren lijkt het eerder om ivoorsnijwerk dan om in steen gebeitelde figuren te gaan.

## Geschiedenis
Hertog Vincenzo I Gonzaga van Mantua schaftte zich in 1597 een reisaltaartje aan afkomstig uit Rome waarvan de beschrijving bijzonder goed overeenkomt met die van de Dresdense triptiek. In 1627 belandde het werk in de verzameling van Karel I de koning van Engeland, die de Mantuese verzameling opkocht. Karel liet zijn monogram, CR, inbranden in de onderste buitenkant van de rechtervleugel. Nadat Karel op 30 januari 1649 onthoofd werd, verkocht men zijn verzameling nog datzelfde jaar. De triptiek werd gekocht door Everhard Jaback, een bankier en verzamelaar die in Parijs leefde. Na het overlijden van Jabach kwam het werk waarschijnlijk in de Saksische verzameling terecht maar een exacte datum is niet bekend.

## Opdrachtgever
Sinds Hugo Bürkner in 1863 tekeningen publiceerde van de wapenschilden die te vinden zijn op de zijpanelen in de catalogus van de Gemäldegalerie in Dresden, pogen de kunsthistorici een link te leggen tussen deze wapens en de op de linkervleugel geportretteerde opdrachtgever. Ludwig Kaemmerer was de eerste om op het einde van de 19e eeuw het verband te leggen met een zekere Michele Giustiniani die leefde na 1400. Hij werd daarin gevolgd door W.H. James Weale. In 1924 linkte August Schmarsow de triptiek met Genua en dateerde hem op 1427 wanneer volgens hem, Jan van Eyck daar zou verbleven hebben. Ook Roberto Weiss was van oordeel dat een Michele Giustiniani de opdrachtgever was van het werk en dat die tot 1430 in Brugge zou geleefd hebben voor hij in dat jaar een petitie indiende in Genua om zich daar te mogen vestigen. In zijn Die altniederländische Malerei van 1924, dateerde Max Friedländer het werk tussen het Portret van Giovanni Arnolfini en zijn vrouw uit 1434 en de Madonna met kanunnik Joris van der Paele uit 1436.
In 1998 deed Christoph Schölzel microscopisch onderzoek op de werken. Hij kwam tot de conclusie dat de wapenschilden, samen met de teksten tot het oorspronkelijke werk van Jan van Eyck horen. Het wapenschild op de vleugel met de donor kon trouwens vereenzelvigd worden met het  wapenschild van de Giustiniani familie: een adelaar met uitgestrekte vleugels boven een vesting op een rode achtergrond. Het wapen op het Catharina-paneel kon niet geïdentificeerd worden. Als het wapen op het donor-paneel inderdaad van de Giustiniani familie blijkt te zijn zou dit bevestigen dat de donor een lid van die familie was, maar voor Michele Giustiniani is er geen activiteit in Brugge na 1430 gerapporteerd, het zou dan iemand van de familie moeten zijn die het werk voor hem bestelde. Uit een kasboek uit het jaar 1438 van de Borromei bank in Brugge blijkt dat een Rafaello Giustiniani in Brugge gevestigd was.

## Weblinks
Men kan een aantal werken van Jan van Eyck raadplegen en sterk vergroten op de website Further works by Jan van Eyck van het KIK/IRPA.